# Метони
Метони (грч. Μεθώνη) је приморско насељено место у општини Пидна-Колиндрос у периферији Средишња Македонија, Грчка. Према попису из 2021. године био је 581 становник.
Насеље јр 1913. године имало 450 житеља Грка, пореклом из суседног села Стари Елефтерохори. После 1923. године насељено је 98 грчких избегличких породица, укупно 436 особе. На попису из 1928. године Метони је имао 811 становника. Село се раније звало Нови Елефтерохори.